# Retrato de un caballero (El Greco)
Retrato de un caballero es una pintura realizado por Doménikos Theotocópuli—el Greco—  que forma parte del conjunto de retratos realizados por este pintor, procedentes de la Quinta del Duque del Arco.. 

## Análisis de la obra

### Datos técnicos y registrales
- Madrid, Museo Nacional del Prado, n º. de catálogo:P000813;[2]
- Datación: hacia 1580-1585, según Wethey (hacia 1586, según el museo);
- Dimensiones: 66 x 55 cm, según Wethey (67 x 55 cm, según el museo);
- Consta en el catálogo razonado de Harold Wethey con el n º. 142, y en el de Tiziana Frati con la referencia 47;[3]
- Firmado con letras griegas en cursiva, en el margen central derecho: δομήνικος Θεοτοκó/πουλος επ''οíει''.

### Comentario sobre la obra
No se conoce la identidad del personaje, que aparece ante un fondo neutro, de color ocre verdoso. Viste de negro y lleva una lechuguilla alrededor del cuello, con lo que la gama de colores de la figura se reduce a blanco y negro. La ejecución de esta obra es más mecánica que la usual en los retratos del Greco. La pintura está ennegrecida, porque la imprimación azul-negruzca ha atravesado el traje y el rostro.

## Procedencia
1. Colección Real (colección Felipe V, Quinta del duque del Arco, El Prado-Madrid, decimotercia pieza de verano, 1745, [n.º 409];
2. Quinta del duque del Arco, pieza duodécima, 1794, n.º 364).[5]